# Lois sur les passeports intérieurs
Les lois sur les passeports intérieurs constituent l'arsenal législatif mis en place en Afrique du Sud à partir de 1797 et développé surtout au XXe siècle dans le cadre de la colour bar ou durant la période d'apartheid. Ces lois étaient une forme de système interne de passeport conçu pour séparer racialement les populations, gérer l'urbanisation et la main-d'œuvre migrante. Elles obligeaient notamment les populations noires âgées de plus de 16 ans à porter sur elles en permanence un livret de référence faisant office de carte d'identité, de laissez-passer et de permis de séjours hors de leur zone de résidence. Avant les années 1950, cette législation ne s'appliquait qu'aux hommes noirs. L'ensemble de la législation sur les passeports intérieurs a été abolie en 1986.
Localement, ces passeports étaient appelés dompas (pass idiot).

## Historique
Les premiers passeports intérieurs ont été introduits dans la colonie du Cap le 27 juin 1797 afin de tenter d'empêcher les indigènes d'entrer dans la colonie ou de gérer leurs déplacements au sein de celle-ci. Les esclaves de la colonie étaient également obligés de transporter des permis de circuler afin de permettre à leurs propriétaires et aux autorités locales de contrôler leurs mouvements. Les Khoikhoi, employés par les agriculteurs blancs, portaient également des permis délivrés par leurs employeurs et qui leur permettaient de circuler hors des fermes où ils travaillaient.
En 1828, l'esclavage fut aboli tout comme les permis des Khoikhois, ces derniers étant placés juridiquement à égalité avec les hommes blancs.
À la même époque, un groupe de colons britanniques en quête d'un avenir meilleur était arrivé au Cap-oriental dans la baie d'Algoa où la ville de Port Elizabeth était fondée. Afin de contrôler le vagabondage et sécuriser les frontières avec les territoires xhosas, les autorités coloniales du Cap avaient institué des permis de circuler pour les colons qui ne pouvaient pas se déplacer de Bathurst à Grahamstown sans autorisation écrite des autorités locales. Une autorisation du gouverneur devenait nécessaire pour des déplacements plus éloignés. Ces restrictions de déplacement amenèrent 60 % des colons à partir dans d'autres régions du pays.
Dans les républiques boers créées durant la seconde moitié du XIXe siècle, les gouvernements locaux instituèrent également des permis de circulation afin de gérer les flux de population noire et métis. Dans l'État libre d'Orange, les Basothos et les Voortrekkers étaient parvenus à cohabiter paisiblement. La population était alors majoritairement rurale. Cependant, le développement de villages et de villes bien équipées commença à attirer tous ceux qui étaient à la recherche d'un travail, notamment dans la population noire. Des lois sur le vagabondage furent adoptées, obligeant dans les zones urbaines les populations noires à transporter sur eux des permis de circuler et à s'installer à la périphérie des villes, loin des zones blanches. Au Transvaal où cohabitent, en 1852, environ 15 000 Boers et 100 000 Noirs entre les rivières Vaal et Limpopo, des lois similaires étaient aussi adoptées en 1866 afin de permettre aux fermiers blancs de disposer d'une source constante de main-d'œuvre. Toute personne noire trouvée en dehors de sa zone résidentielle autorisée et qui n'est pas capable de présenter le laissez-passer de son employeur, d'un magistrat, d'un missionnaire ou d'une quelconque autorité blanche reconnue pouvait ainsi être arrêtée. À la suite de l'explosion démographique de la population noire (43 260 Boers contre 773 000 Noirs en 1880), des conflits récurrents survinrent sur les droits de pâturage et de chasse.
À partir des années 1880, l'essor du secteur minier amène les diverses autorités politiques à recourir à ce genre de réglementation pour contrôler la mobilité des travailleurs noirs et faire respecter les contrats de travail. En 1896, la République sud-africaine du Transvaal adopte ainsi deux lois obligeant les populations bantoues à porter sur eux un badge métallique d'identification : seuls les employés d'un maître étaient autorisés à résider dans la région du Witwatersrand ou devaient disposer d'un laissez-passer spécial limitant leur présence à 72 heures.

## Développement auXXesiècle
Après la formation de l'Union de l'Afrique du Sud en 1910, ce type de législation se développe.
La loi sur les régions urbaines indigènes en 1923 qualifie les zones urbaines d'Afrique du Sud de blanches et exige que tous les hommes noirs y résidant soient munis en permanence de permis de circulation. Toute personne trouvée sans ce livret serait alors arrêtée immédiatement et renvoyée en zone rurale. Cette loi instaure également la ségrégation résidentielle en exigeant des municipalités la création de quartiers indigènes.
Cette loi de 1923 est modifiée en 1945 par la Loi de consolidation des zones urbaines, qui impose un contrôle des flux de migration des hommes noirs. Cette loi définit notamment les conditions dans lesquels ces derniers peuvent résider légalement dans les zones métropolitaines blanches : y être né et y résider depuis la naissance, y travailler sans interruption depuis au moins dix ans ou y avoir vécu sans interruption durant quinze ans.
Prise dans le cadre du Group Areas Act, la Loi de 1952 modifiant la Loi de consolidation des zones urbaines de 1945 (Native Laws Amendment Act) ajoute que tous les Noirs âgés de plus de 16 ans, transportent des livrets de circulation. Une autre loi (Natives Abolition of Passes and Co-ordination of Documents Act) abroge en même temps les nombreuses lois régionales sur les passeports et institue une réglementation nationale obligeant tous les Sud-Africains noirs, hommes et femmes, âgés de plus de 16 ans à transporter à tout moment dans les zones blanches le livret de circulation, lequel fait office à la fois de carte d'identité, de laissez-passer et de livret de travail. L'objectif est notamment d'enrayer l'immigration des populations noires vers les villes. Le document en question est semblable à un passeport, contenant des détails sur l'identité du porteur, tels que les empreintes digitales, la photographie, le nom de son employeur, son adresse, la durée de son emploi, ainsi que d'autres informations d'identification. Les employeurs peuvent l'annoter notamment en y mentionnant le comportement du détenteur du livret. Cet employeur ne peut d'ailleurs être qu'un Blanc. Le document mentionne également les zones où le porteur peut circuler, celles qui lui ont été spécifiquement refusées et les raisons justifiant cette présence. Tout employé du gouvernement a la possibilité de supprimer ces inscriptions et d'annuler les autorisations de circulation ou de résidence. Un livret ne comportant pas d'autorisations valides de séjour permet aux fonctionnaires d'arrêter et d'emprisonner le porteur dudit laissez-passer.
En 1954, la loi de relocalisation des indigènes permet de déplacer les populations noires vivant en zones déclarées blanches. Ces lois de 1952 sont à l'origine de nombreuses résistances et de manifestations de la population noire (campagne de défiance, marche des femmes) qui aboutissent au massacre de Sharpeville en 1960 ainsi qu'à l’interdiction du congrès national africain et du congrès panafricain d'Azanie, les principales organisations noires opposées à l'apartheid.
Outre les populations noires, les autres personnes de couleurs (coloureds, indiens, chinois, arabes) étaient l'objet d'une réglementation similaire spécifique cependant légèrement moins stricte. Toutefois, les indiens étaient interdits de séjours dans l'État libre d'Orange.

## Abrogation
En 1985, les townships du pays sont en ébullition et l'armée est déployée. En 1986, le président Pieter Botha décide d'assouplir les lois de l'Apartheid. En juillet 1986, l'obligation de transporter en permanence un laissez-passer est levée, permettant ainsi aux noirs de se déplacer librement en ville. Le 13 novembre 1986, l'ensemble des dispositions relatives au passeport intérieur sont abrogées. Dorénavant, les populations noires peuvent se déplacer et travailler librement sur l'ensemble du territoire sud-africain. Quant aux laissez-passer, ils ont cédé la place à une carte d'identité semblable à celles autres citoyens sud-africains.